# Ray-Ban
Ray-Ban est un fabricant de lunettes de soleil et de lunettes de vue d'origine américaine, fondé en 1937 par Bausch & Lomb et appartenant au franco-italien EssilorLuxottica. En 1999, Bausch & Lomb vend la marque au groupe Luxottica. 

## Histoire
En 1927, après avoir traversé l'Atlantique en aérostat, le lieutenant John A. Macready demande à la société Bausch & Lomb, installée à Rochester dans l’État de New York, de créer des lunettes « protectrices panoramiques et enveloppantes ». Le verre RB3, vert et filtrant les ultraviolets et les infrarouges, est mis au point trois ans plus tard.
Plus précisément, MacCready était préoccupé par la façon dont les lunettes des pilotes s'embuaient, réduisant considérablement la visibilité à haute altitude. Le prototype, créé en 1936 et connu sous le nom d'"Anti-Glare", avait des montures en plastique et des verres verts qui pouvaient couper l'éblouissement sans obscurcir la vision. Le nom "Ray-Ban" est donc dérivé de la capacité de ces lunettes à limiter la pénétration des rayons lumineux ultraviolets ou infrarouges. Des verres résistants aux chocs ont été ajoutés en 1938. Les lunettes de soleil ont été redessinées avec une monture en métal l'année suivante et brevetées sous le nom de Ray-Ban Aviator. Selon la BBC, les lunettes utilisaient des "verres Kalichrome conçus pour affiner les détails et minimiser la brume en filtrant la lumière bleue, ce qui les rendait idéales pour les conditions brumeuses."
L’US Air Force commande en 1933, un modèle pour ses pilotes de chasse, qui prend le nom d’Aviator à sa commercialisation en 1936. La marque Ray-Ban (littéralement « exclusion des rayons [de soleil] ») est lancée en 1937, aussitôt adoptée par l’armée américaine, à l'instar du général MacArthur, ainsi que par des vedettes de cinéma. Une deuxième version est créée à la demande des pilotes durant la Seconde Guerre mondiale avec l'instauration des verres à teinte progressive. Une bande supérieure foncée protégeait les pilotes des rayons du soleil et une bande plus claire au niveau inférieur des verres leur permettait de garder un œil plus précis sur le tableau de bord de l'avion. La marque fait partie des objets typiques, avec le jean, le Zippo et le chewing-gum, qui débarquent en Europe avec les GI.
En 1952, Ray-Ban lance la « Wayfarer », autre modèle mythique de la marque, et toujours le plus vendu, popularisé par des acteurs et actrices d'Hollywood et des célébrités du rock 'n' roll (The Blues Brothers, Don Johnson dans Deux flics à Miami, Macaulay Culkin dans Maman, j'ai raté l'avion, et Jack Nicholson).
La « Ray-Ban Aviator » est commercialisée à partir des années 1960, mais ses ventes ne décollent vraiment que dans les années 1980, grâce au chanteur américain Michael Jackson[réf. souhaitée].
En 1986, la marque lance le modèle Clubmaster, inspiré de Malcolm X. Le modèle connait un grand succès auprès du grand public et des célébrités.
Au début des années 2000, Bausch & Lomb vend la marque au groupe italien Luxottica pour 640 millions de dollars américains.
En 2006, Ray-Ban vend 14 millions de paires de lunettes.
Le 9 décembre 2008, Bowery Ballroom (New York) accueille le concert Ray-Ban Remasters, qui présente les lunettes de soleil Rayban Clubmaster, inspirées des modèles des années 1950. L'événement réunit un nombre important de groupes de rock 'n' roll, des célébrités et l'équipe de la série télévisée Gossip Girl.

## Les modèles de lunettes de soleil Ray-Ban

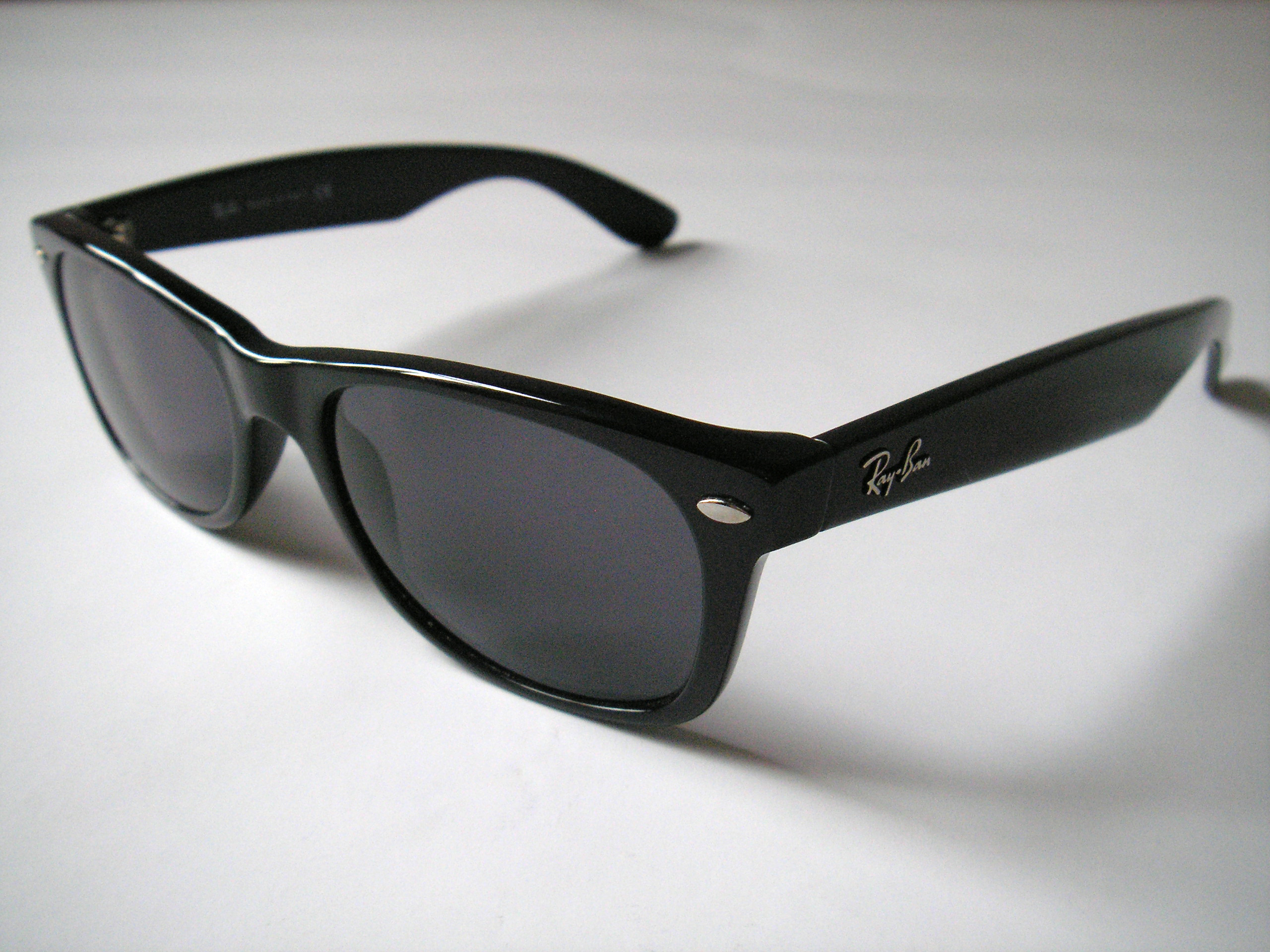
New Wayfarer

Les lunettes de soleil les plus populaires de Ray-Ban sont les modèles Wayfarer et Aviator,,. Au cours des années 1950, Ray-Ban  a sorti l'Echelon (Caravan), dont la monture était plus carrée. En 1965, les Olympian I et II ont été introduites ; elles sont devenues populaires lorsque Peter Fonda les a portées dans le film Easy Rider de 1969. La société a également produit des modèles d'édition spéciale, telles que The General en 1987, présentant une similitude avec les Aviator originaux portés par le général  Douglas MacArthur pendant la Seconde Guerre mondiale.
Dans les années 1980, la Ray-Ban Clubmaster a été ajoutée à la gamme de modèles. La Clubmaster a un cadre Browline et est devenue le troisième modèle de lunettes de soleil le plus vendu dans les années 1980, derrière la Wayfarer et l'Aviator.

## Galerie

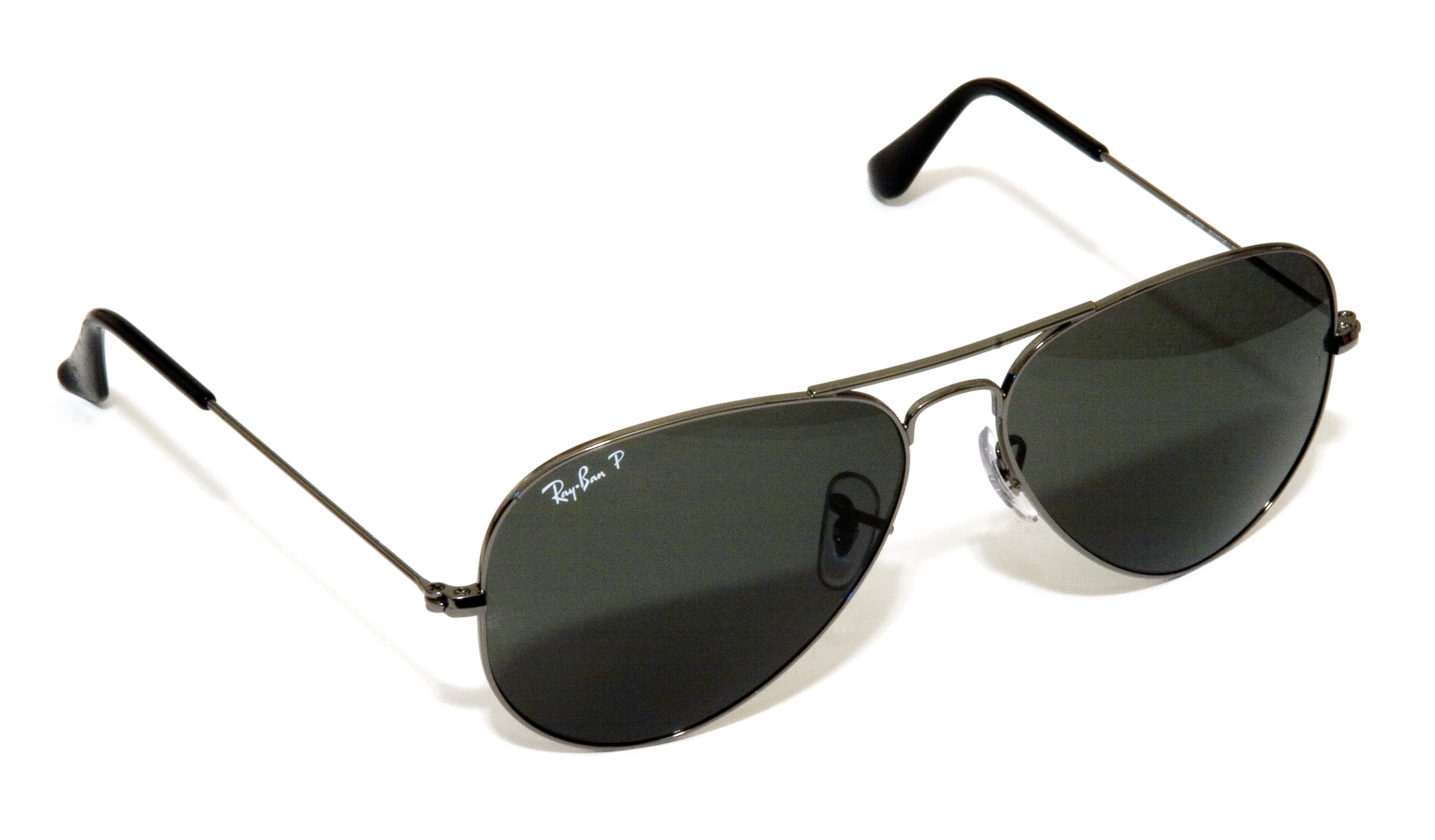
Ray-Ban 3025 Large Metal Aviator (verres polarisés)
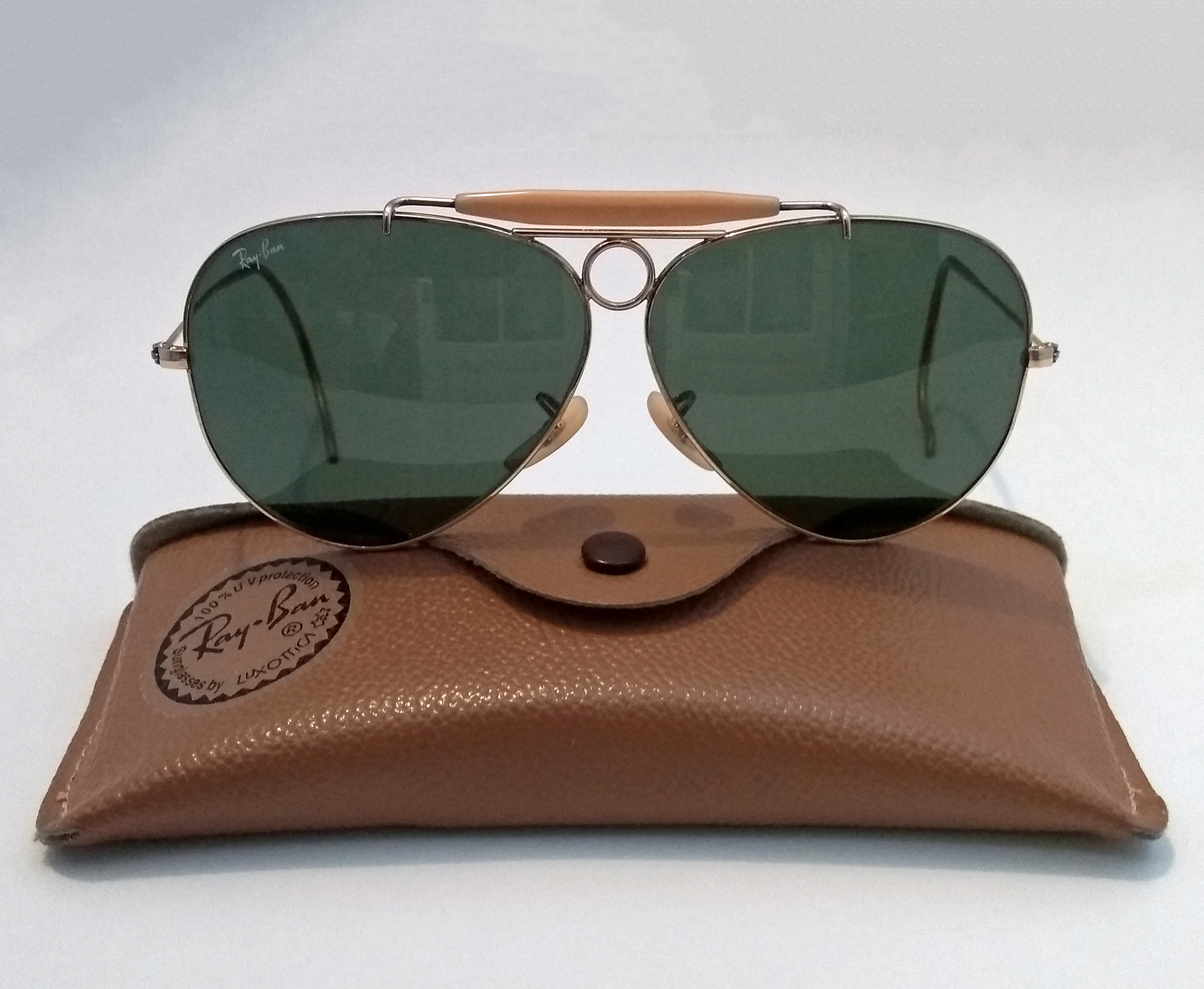
Ray-Ban 3139 Shooter (Lentilles G-15)
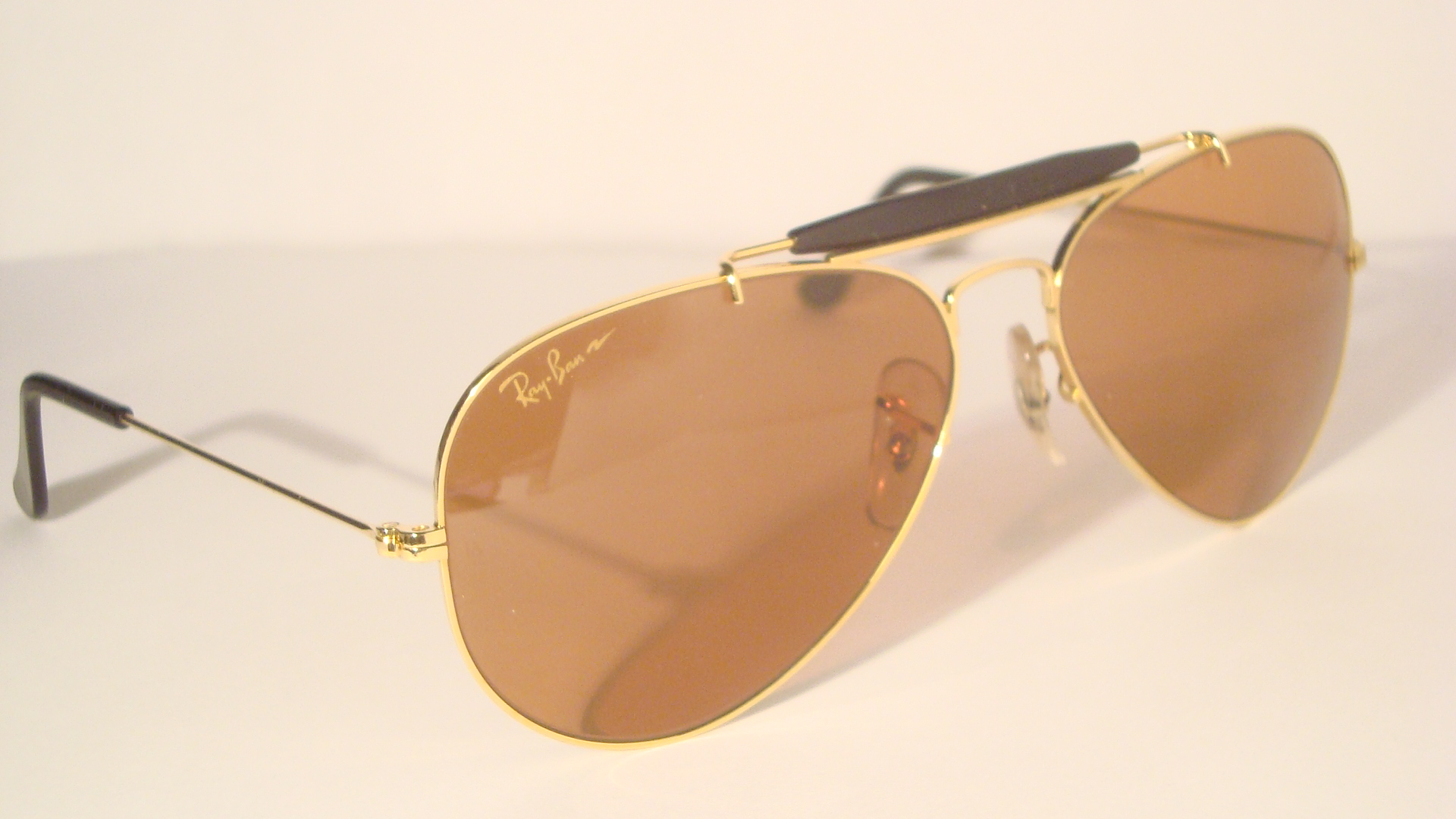
Ray-Ban W163 Outdoorsman (B-20 Chromax lenses)
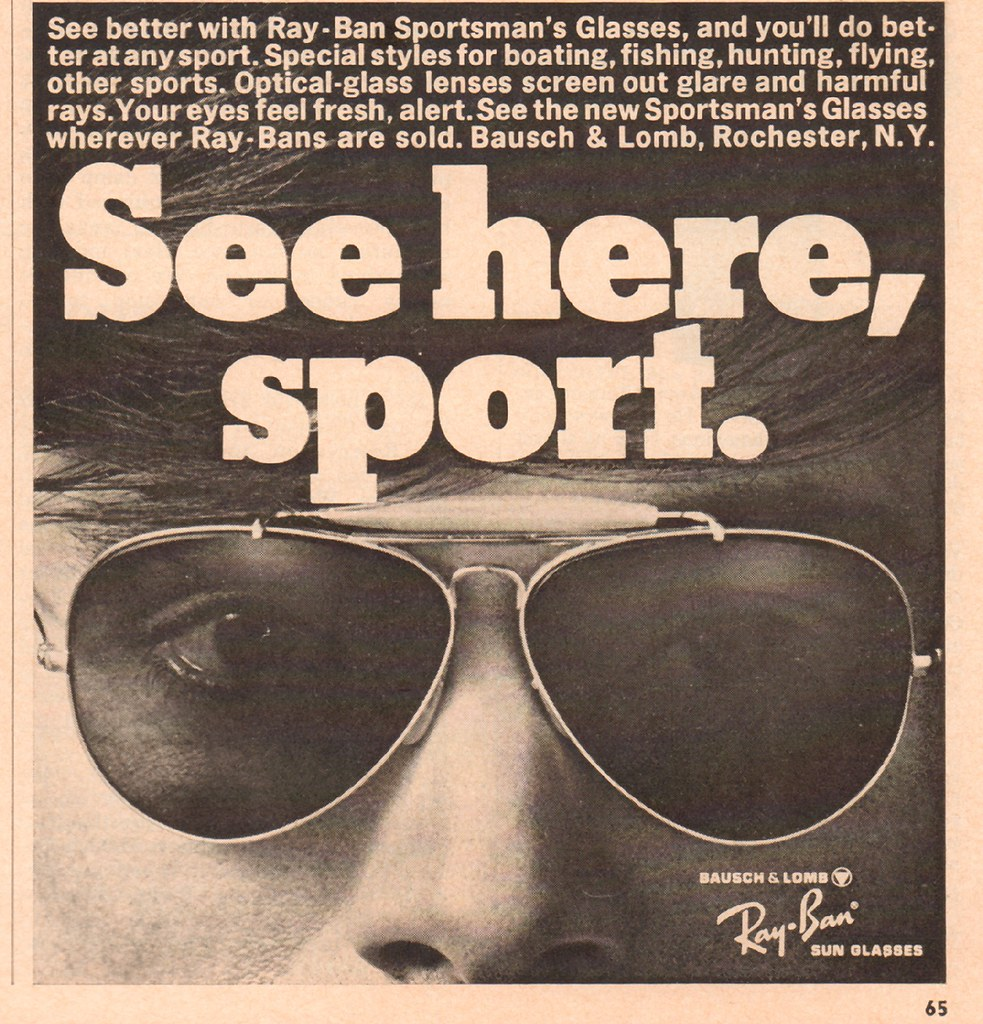
1968 Ray-Ban Outdoorsman advertisement
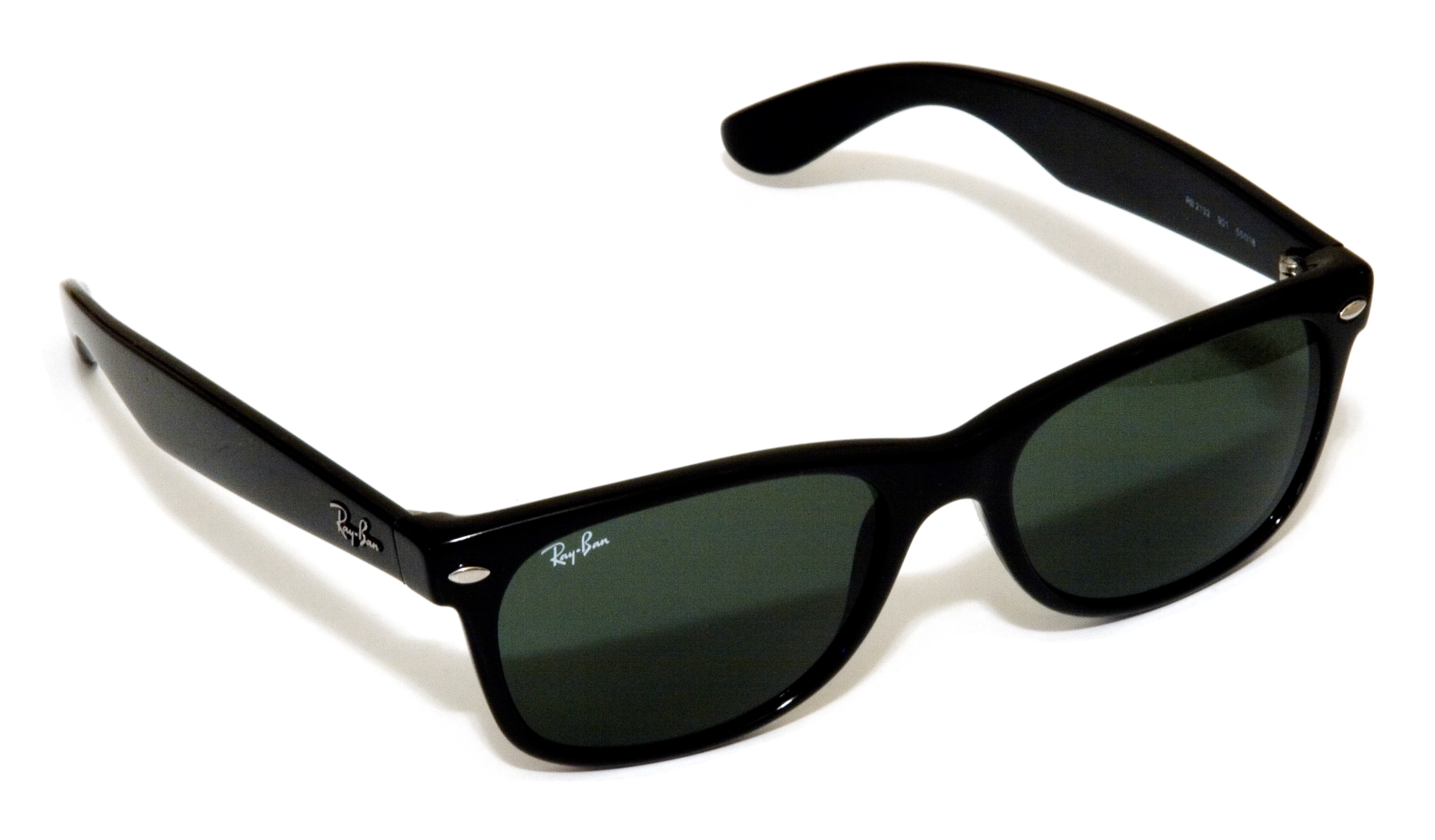
Ray-Ban 2132 901L Wayfarer
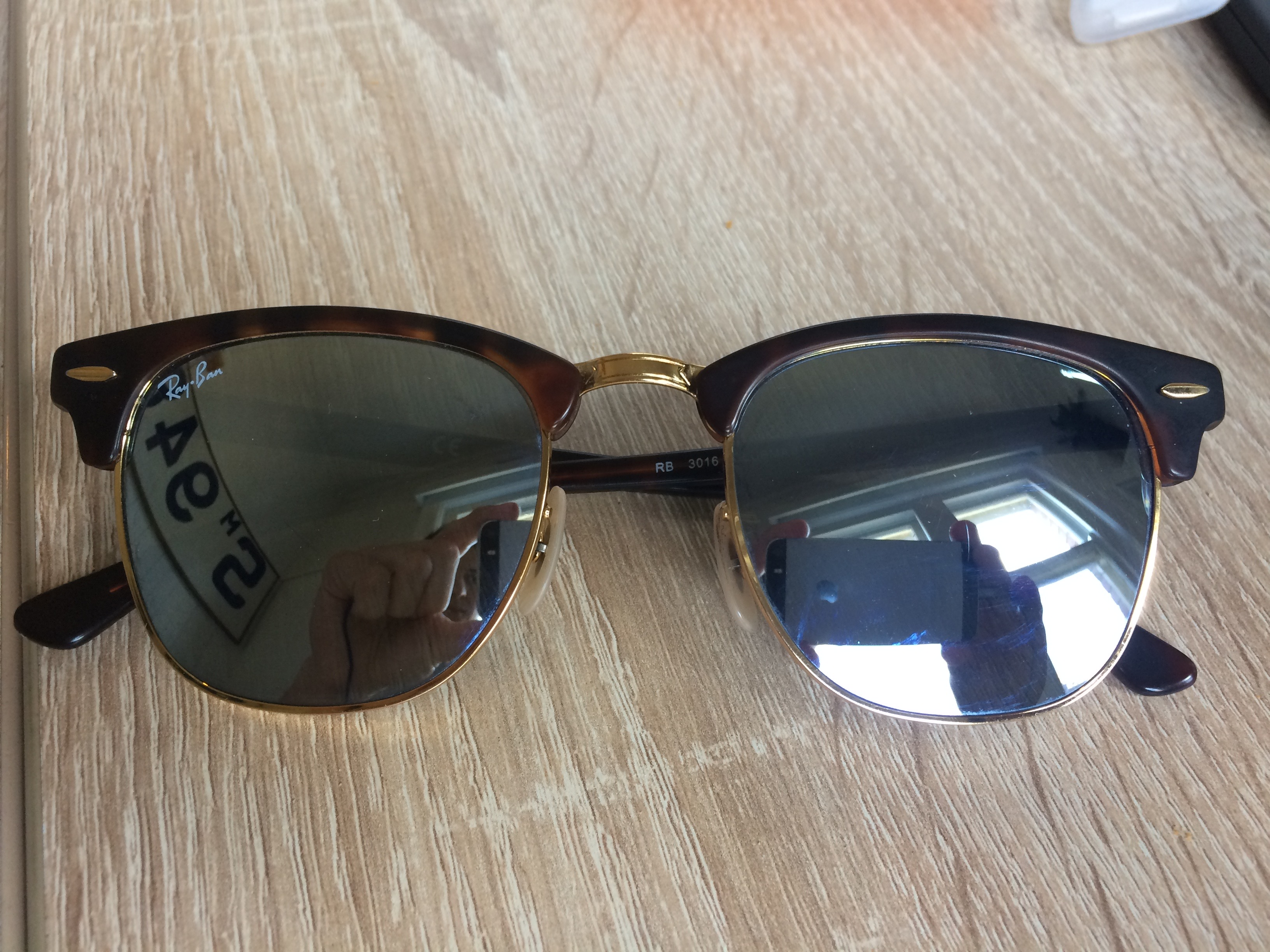
Ray-Ban 3016 Clubmaster
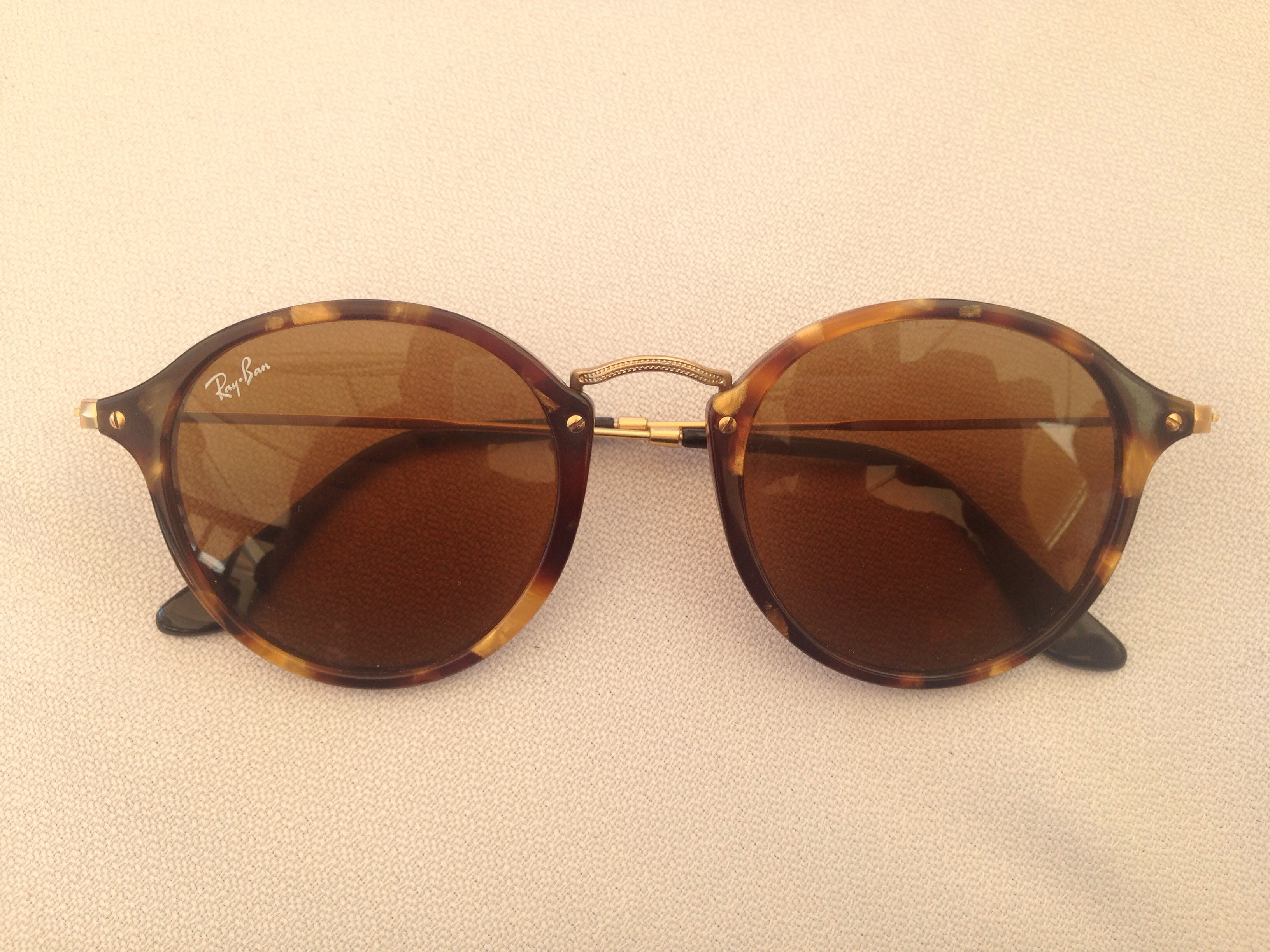
Ray-Ban 2447 Round Fleck Icons
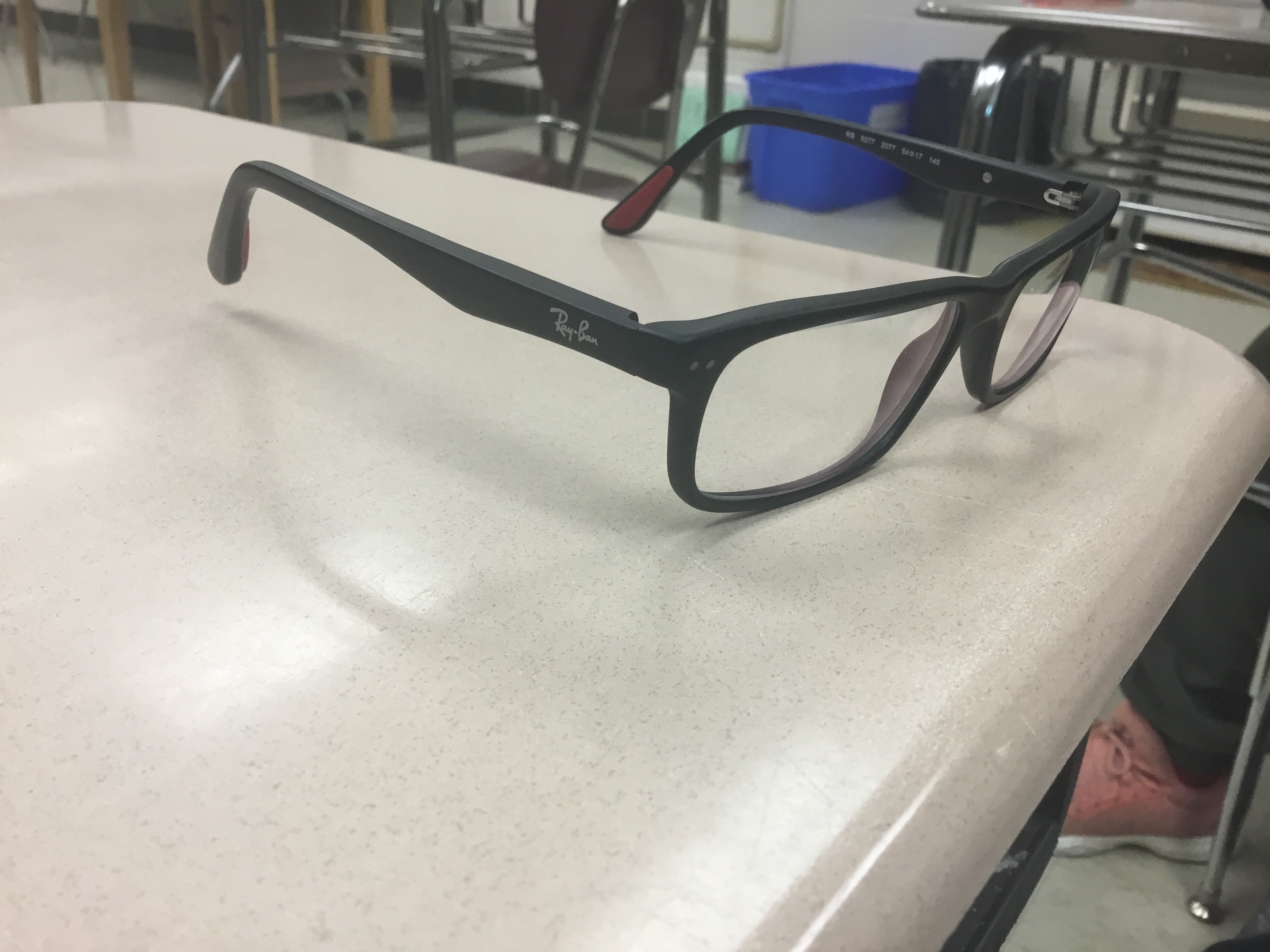
Monture de lunettes de prescription Ray-Ban 5277
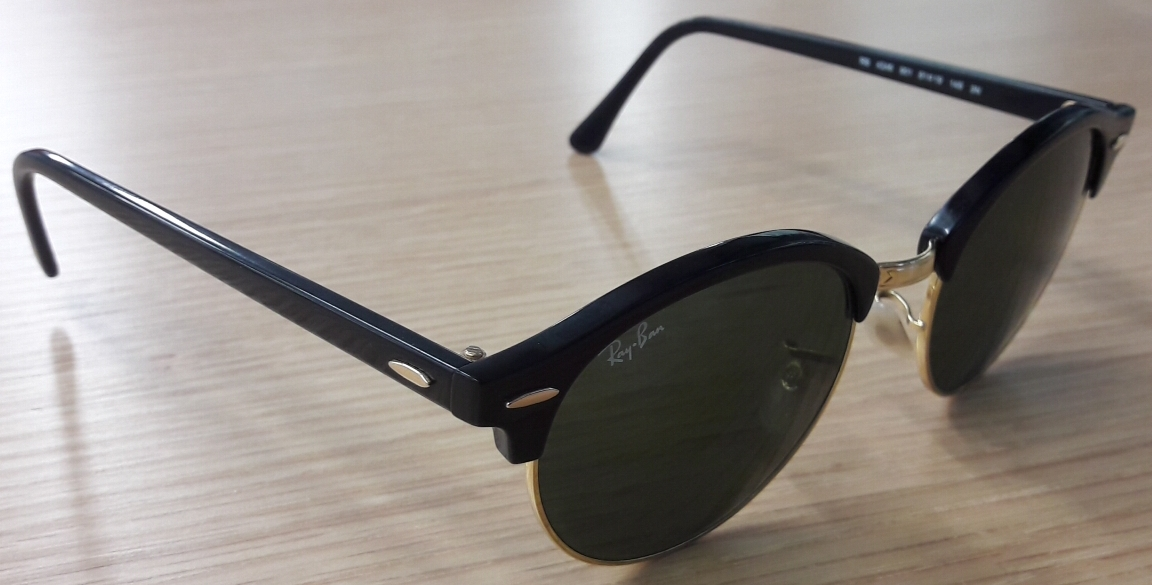
Lunettes de soleil Ray-Ban 4246 Clubround en couleurs noir et or

### Sources
- L’objet de vos vacances : les lunettes de soleil, Benjamin Barthe, L'Humanité, 19 août 1999
- Ray-Ban, des lunettes de légende, Direct Soir no 189, 29 août 2007